# Vedius Pollio

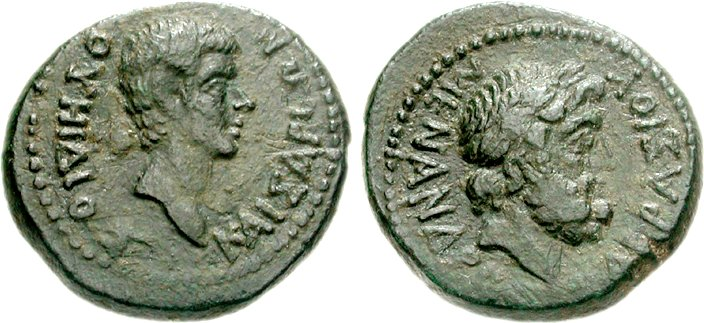
Lydiskt mynt med Vedius Pollios bild (till vänster).

Publius Vedius Pollio, död 15 f.Kr., var en romersk man av riddarståndet (ordo equester), en equites, under första århundradet före Kristi födelse. Han var en vän till kejsar Augustus, som utnämnde honom till befallningshavare i provinsen Asia. Senare i livet blev han känd för sin luxuösa smak och grymhet mot sina slavar – när de misshagade honom lät han mata de nejonögon han anskaffat för detta ändamål med dem. Detta ansågs vara en oacceptabel grymhet, även med romerska mått mätt. När Vedius försökte tillämpa detta straff på en slav som råkat krossa en glasbägare vid en tillställning där kejsar Augustus var Vedius gäst, blev kejsaren så bestört att han inte bara benådade slaven, utan också påbjöd att alla Vedius värdefulla dryckesglas skulle krossas. Detta, tillsammans med att kejsar Augustus lät riva Vedius stora villa som han fick ärva efter dennes död 15 f.Kr, nämndes ofta under antiken i diskussioner om etik och Augustus offentliga roll.

## Biografi
Publius Vedius Pollio föddes under det första århundradet före Kristus. Hans far var en frigiven slav, även kallas Publius, medan Vedius själv kom att tillhöra riddarklassen.
Historikern Ronald Syme har föreslagit Vedius Pollio kan vara identisk med en "Publius Vedius" som förekommer i Ciceros brev som en vän till Pompejus. År 50 f.Kr., då Cicero var på resa i närheten av Laodicea som guvernör i Kilikien, kom denna Vedius ut för att möta honom med ett stort följe som innehöll flera vilda åsnor och en babian i en vagn. Cicero var inte imponerad. "Jag har aldrig sett en mer värdelös människa", skrev han till sin vän Titus Pomponius Atticus, och tillfogade följande oanständiga anekdot: Före mötet med Cicero hade Vedius lämnat en del föremål hos en Vindulus, som hade under tiden dött. När Vindulus arvinge undersökte innehållet i huset, upptäckte han bland Vedius ägodelar fem porträttbyster av gifta damer. En Vidius eller Vedius, möjligen samma person, nämns i ett brev 46 f.Kr. som inblandad i en tvist med den lärde politikern Curtius Nicias.
Vedius Pollio första säkra framträdande i historien kommer efter att Octavianus (senare Augustus) blivit ensam härskare över det romerska riket år 31 f.Kr. – vid någon tidpunkt hade Vedius maktbefogenheter i provinsen Asia på uppdrag av kejsaren. Att en förhållandevis enkel man av riddarklassen styrde en hel provins var ovanligt och det fanns förmodligen särskilda omständigheter. Vedius ämbetsperiod kan ha varit 31–30 f.Kr. före utnämningen av en vanlig prokonsul, eller efter en större jordbävning 27 f.Kr. Senare återvände han till Rom, och när Alexander och Aristobulus, söner Herodes den store, kom till staden i omkring 22 f.Kr. kan de ha vistats med honom.
Trots dessa tjänster till staten var det för hans beryktade lyx och grymhet som Vedius skulle bli mest känd. Han ägde en stor villa vid Neapelbukten, senare berättad om av poeten Ovidius som beskrev den "som en stad". Mest känt är att han hade han en bassäng med nejonögon i vilken slavar som råkat i onåd skulle kastas som mat åt fiskarna. – en särskilt obehaglig form av död, eftersom nejonögon "klämmer fast munnen på offret och borrar in en tandförsedd tunga i köttet att dricka blod".
Men han behöll, åtminstone för ett tag vänskapen med kejsar Augustus, åt vars ära han byggde en helgedom eller monument på Beneventum. Vid ett tillfälle, då Augustus var Vedius middagsgäst, råkade en tjänare krossa en glasbägare. Vedius beordrade att tjänaren skulle kastas åt nejonögonen, men denne kastade sig vid kejsarens fötter och bad att få bli avrättad på ett mer humant sätt. Förfärad beordrade Augustus att alla Vedius dryckesglas skulle krossas och bassängen fyllas igen. Enligt Seneca den yngre benådade kejsaren också slaven, Cassius Dio anmärker bara att Vedius "inte kunde straffa sin tjänare för vad även Augustus  gjort."
Vedius dog 15 f. Kr. Bland hans många arvingar fick Augustus en stor del av Vedius kvarlåtenskap, inklusive hans villa vid Neapelbukten, tillsammans med instruktioner för att uppföra ett lämpligt monument på platsen. Kejsaren rev huset och byggde i dess ställe en pelargång för att hedra sin hustru Livia, som han tillägnade henne år 7 f.Kr.